# 江戸マリー
江戸マリー（えどマリー）は、日本の男女お笑いコンビ。ワタナベエンターテインメント所属。

## メンバー
角井（つのい、生年月日非公表）
立ち位置は向かって左。ボケ担当。
- 埼玉県出身[1]。
- 慶應義塾中等部、慶應義塾女子高等学校、慶應義塾大学卒業[2]
- 身長154cm、血液型O型[3]。
- 趣味は映画鑑賞、犬と遊ぶこと、昼寝[4]
- 特技はお指の体操、弓道、ドラム、中食い[4]。
- 好きなものは男はつらいよ、そうめん、レトロ[4]。
- 唎酒師の資格を持つ[5]
- 会いたい芸能人はトム・ハンクス、ジム・キャリー、モーガン・フリーマン[4]。
- 出演したい番組はアナザースカイ、朝ドラ。

伴（ばん、1995年11月10日 - ）（29歳）
立ち位置は向かって右。ツッコミ・ネタ作り担当。
- 兵庫県姫路市出身[1][4]、工業高校卒業[2]。
- 身長173cm、血液型A型[3]。
- 趣味は怪談、サッカー、フットサル、ダーツ、ボーリング、パチンコ、煙草[4]。
- 特技はアーク溶接、縦列駐車、明晰夢[4]。
- 好きなものはスーパーナチュラル、ラーメン、タレット占い[4]。
- NSC大阪校41期出身。デビュー当初は吉本興業大阪本社所属のコンビとして活動していたが、解散に伴い退社し、ワタナベコメディスクールへ入り直した。
- 会いたい芸能人は島袋寛子（SPEED）[4]。
- 相方・角井と違い、下戸[4]。
- さいち・髙橋茶々（伏見住吉少年）、くもん（バオバブ）、いしい蟹親友侍とルームシェアしている[6]。

## 来歴
ワタナベコメディスクール34期出身によるコンビ。リモートで開かれた相方探しの会で知り合い、伴から角井に話しかけ一緒にファミレスに行ったところ、共にコーンが嫌いだったため距離が縮まりコンビ結成に至った。
コンビ名は伴の「江戸」と角井の「マリリン」を足したものに由来。2021年7月1日結成、2022年4月1日デビュー。
ワタナベお笑いNo.1決定戦2023では芸歴2年目にして決勝まで進出。
『深夜のハチミツ』メンバー選抜大選挙にて8位に選ばれ、2024年4月からレギュラーメンバー入りを果たした。
2024年4月1日、YouTubeチャンネル「江戸マリーの珍雰館」開設。
2024年5月10日、冠ラジオポッドキャスト「江戸マリーのひゅ～どろろ」配信開始。

## 出囃子
- SPARK!!SOUND!!SHOW!!「南無」

## 芸風
主に漫才。角井が抑揚なく淡々と語るボケに、伴が関西弁でツッコむ。ネタ作りの際は伴がベースを担当し、角井と一緒に修正を入れる。
主なネタの題材として、2人が共通して好きな「ホラー」が8割を占めている。

## 出演

### テレビ

#### レギュラー
なし

#### 過去のレギュラー
- 深夜のハチミツ（フジテレビ） - 2023年4月・6月・7月・10月・11月、2024年1月前半・2月末・3月・4月・5月のつぼみ芸人として出演。2023年3月に実施された「メンバー選抜大選挙」の結果8位でレギュラー残留が決まり、「深夜のハチミツ！！ Bee The TOP」にも出演[注釈 2]。
- 令和ロマンの娯楽がたり（テレビ朝日、2023年12月28日・2025年1月4日） - 角井がナレーションを担当。（角井のみ）[10]

#### その他
- 作りたい女と食べたい女 第3話（NHK、2022年12月3日） - 居酒屋店員役[11]。コンビで初めて出演したテレビ番組。のちに角井はセリフについて、自身が「唐揚げ要りますか」、伴が「唐揚げお待ちしました」であったと振り返っている[12]。
- 負けるな！熱血ハナコのお笑い部（テレビ埼玉、2023年1月25日・2月1日・2月8日・2月15日・2月22日・3月1日・3月8日）[13]
- ネタパレ（フジテレビ、2023年4月28日）[14]
- ぽかぽか（フジテレビ、2023年6月6日[15]・8月14日[16]）
- 開け!キャラクターのとびら きゃらトビ（フジテレビ、2023年7月9日・8月20日）[17]
- 全力!脱力タイムズ（フジテレビ、2023年7月14日）[18]
- ソウドリ（TBSテレビ、2023年9月19日）[19]
- 有吉ゼミ（日本テレビ、2023年11月6日） - コーナー「汚部屋片づけレスキュー」で依頼人として出演。（伴のみ）[20]
- 千鳥のクセスゴ!（フジテレビ、2023年11月19日）[21]
- 冗談来人プレゼンツ アオタガイグランプリ2023 〜予選漫才大会〜（BSフジ、2023年12月9日）
- 冗談来人プレゼンツ アオタガイグランプリ2023 ～決勝大会～（BSフジ、2023年12月23日） - 賞レース初優勝。[22]
- 爆笑ヒットパレード2024（フジテレビ、2024年1月1日） - 企画「元日のハチミツ」に出演。[23]
- カブるな 1/100（関西テレビ、2024年8月25日）[24]

### ラジオ
現在のレギュラー
- 江戸マリーのひゅ〜どろろ（ポッドキャスト、2024年5月10日〜） - 冠ラジオポッドキャスト。毎週金曜22:00頃更新[25]。2025年1月22日、初の番組イベント「どろろ集会」を開催[26]、同年7月13日には第2弾である「どろろ集会「東京」」を控える[27]。

過去の個人配信（伴）
- 右左左右（Radiotalk、2023年4月24日・5月2日）[28] - 冠ラジオ開始の約1年前に行った生配信の記録が残る。4月24日は角井と2人で配信。

その他
- ふんわり（NHKラジオ第1、2023年4月11日） - 番組コーナー「渋谷・神南２丁目劇場」に出演[29]。
- ミッドナイト・ダイバーシティー〜正気のSaturday Night〜（JFN、2023年6月3日）[30]
- 数珠繋ぎサシのみ（YouTube・ポッドキャスト、2023年9月8日[31]・9月26日[32]）（角井）
- マイナビ Laughter Night（TBSラジオ、2024年1月5日）「今週の1番」獲得[33][34]
- エマのヘイ!レディオ（Radiotalk、2024年1月8日）（伴）[35]
- 川谷絵音の約30分我慢してくれませんか（JFN、2024年2月5日）[36]
- WELRADIO（YouTube・ポッドキャスト、2024年2月23日[37]・8月16日[38]）それぞれ前日の2月22日・8月15日に公開収録
- 金子カーリーの【陽キャだって生きづらジオ】（ポッドキャスト、2024年11月20日）（角井）[39]
- マイナビ Laughter Night（TBSラジオ、2025年2月7日）「今週の1番」獲得[40][41]

## 賞レース成績

### M-1グランプリ
| 年度             | 結果      | エントリー No. | 会場                   | 日程     |
| ---------------- | --------- | -------------- | ---------------------- | -------- |
| 2021年（第17回） | 2回戦進出 | 2064           | 雷5656会館ときわホール | 10月18日 |
| 2022年（第18回） | 2回戦進出 | 370            | 雷5656会館ときわホール | 10月13日 |
| 2023年（第19回） | 2回戦進出 | 449            | 雷5656会館ときわホール | 10月22日 |
| 2024年（第20回） | 3回戦進出 | 1268           | KANDA SQUARE HALL      | 11月8日  |

### UNDER5 AWARD
| 年度            | 結果      | 会場                     | 日程    |
| --------------- | --------- | ------------------------ | ------- |
| 2023年（第1回） | 1回戦敗退 | 動画審査                 |         |
| 2024年（第2回） | 3回戦進出 | 大宮ラクーンよしもと劇場 | 5月16日 |
| 2025年（第3回） | 3回戦進出 | 大宮ラクーンよしもと劇場 | 5月15日 |

### ワタナベお笑いNo.1決定戦
| 年度             | 結果                | 会場         | 日程    |
| ---------------- | ------------------- | ------------ | ------- |
| 2022年（第7回）  | 準決勝進出（其の2） | 表参道GROUND | 2月20日 |
| 2023年（第8回）  | 決勝進出            | イイノホール | 4月9日  |
| 2024年（第9回）  | 準決勝進出（其の1） | 丸ビルホール | 5月18日 |
| 2025年（第10回） | 準決勝進出（其の2） | 丸ビルホール | 5月17日 |

### THE W（角井）
| 年度            | 結果      | 会場                           | 日程    |
| --------------- | --------- | ------------------------------ | ------- |
| 2022年（第6回） | 2回戦進出 | 渋谷シダックスカルチャーホール | 9月24日 |
| 2023年（第7回） | 2回戦進出 | 渋谷シダックスカルチャーホール | 9月23日 |

### R-1グランプリ
角井（全て「角井」名義）
- 2022年（第20回） - 1回戦敗退[50]
- 2023年（第21回） - 1回戦敗退[51][52]
- 2024年（第22回） - 1回戦敗退[53]

伴（全て「伴」名義）
- 2023年（第21回） - 1回戦敗退[54][55]

### その他
- キングオブコント2022 - 1回戦敗退[56]
- 冗談来人プレゼンツ アオタガイグランプリ2023 - 優勝[57]